# アドリアン・オリヴェイラ・タヴァレス
アドリアン・オリヴェイラ・タヴァレス（Adryan Oliveira Tavares、1994年8月10日 - ）は、ブラジル・リオデジャネイロ出身のサッカー選手。ブレシア・カルチョ所属。ポジションはミッドフィールダー。

## 経歴
2007年からCRフラメンゴのユースでキャリアをスタートさせ、2011年にトップチームに昇格した。2014年1月から18か月間のレンタル移籍という形でカリアリ・カルチョに加入した。2014年8月30日には、チャンピオンシップのリーズ・ユナイテッドAFCにレンタルで加入した。FCナントでは公式戦30試合に出場し、7ゴールを挙げた。
2017年7月、FCシオンに移籍した。
2023年2月、ブレシア・カルチョに移籍した。

## 代表歴
ブラジル代表として2011 南米U-17選手権にも出場し、3得点を記録しチームの優勝に貢献。2011 FIFA U-17ワールドカップでは5得点を記録しチームの4位に貢献し、自身もブロンズブーツを獲得した。

## タイトル

### クラブ
フラメンゴ
- カンピオナート・カリオカ : 2011, 2017
- コパ・ド・ブラジル : 2013

### 代表
U-17ブラジル代表
- 南米U-17選手権 : 2011

### 個人
- FIFA U-17ワールドカップ ブロンズブーツ : 2011